# Austromordella
Austromordella is een geslacht van kevers uit de familie spartelkevers (Mordellidae).
Het geslacht is voor het eerst wetenschappelijk beschreven in 1950 door Ermisch.

## Soorten
Het geslacht omvat de volgende soorten:
- Austromordella demarzi Ermisch, 1963
- Austromordella niveosuturalis Lea
- Austromordella tarsata Ermisch, 1950
- Austromordella verticordiae Lea